# Station Borssele
Station Borssele (telegrafische verkorting: Brl) was een station aan de tramlijn Goes - Hoedekenskerke - Goes van de voormalige Spoorweg-Maatschappij Zuid-Beveland te Borssele in de provincie Zeeland. Het stationsgebouw uit 1926 bestaat anno 2021 nog steeds aan de Kaaiweg 13.